# Economia inglesa na Idade Média

O inglês medieval considerou sua economia como compreendendo três grupos - o clero da igreja cristã, que rezou; Os cavaleiros, que lutaram; E os camponeses, que trabalhavam a terra

Também se aplicava na Inglaterra, a estrutura típica da sociedade medieval, composta por três segmentos: o clero, que rezava; os cavaleiros, que lutaram; e os camponeses que exerciam as atividades produtivas. Durante a Baixa Idade Média, a economia da Inglaterra passou por uma fase de crescimento, mas, também, enfrentou uma crise aguda, que resultou em mudanças políticas e econômicas significativas.
Nesse período (Baixa Idade Média), a produção econômica das cidades e a extração mineral se desenvolveu. No final da Idade Média, a Inglaterra tinha um governo fraco (quando comparado ao período posterior), supervisionando uma economia dominada por fazendas arrendadas pela nobreza e com uma próspera comunidade de comerciantes e corporações de ofício.
Durante os séculos XII e XIII ocorreu um enorme desenvolvimento da economia da Inglaterra, correlacionado a um grande crescimento populacional que saltou de de 1,5 milhão, em 1086, época da criação do Domesday Book (censo britânico da época), para entre 4 e 5 milhões em 1300.
Nesse período, houve um aumento considerável das terras dedicadas à produção de alimentos de lã agricultura e à produção de lã (ovinocultura), inclusive para a exportação, havendo, em contrapartida, uma redução das florestas reais.
No início do século XIV, a economia da Inglaterra ainda era predominantemente agrícola, com os direitos dos grandes proprietários de terras e os deveres dos servos cada vez mais consagrados na lei inglesa.
Muitas centenas de novas cidades, algumas delas planejadas, surgiram em toda a Inglaterra, impulsionando a criação de guildas, feiras e outras importantes instituições medievais. Os descendentes dos financistas judeus que vieram para Inglaterra com Guilherme, o Conquistador, desempenharam um papel significativo no crescimento da economia, juntamente com as novas ordens religiosas como os cistercienses e os agostinianos que se tornaram importantes atores no comércio de lã para o continente europeu.
Também houve um crescimento na mineração, com um substancial aumento na produção de prata no século XII, o que elevou a disponibilidade de moeda.
No final do século XIII, o crescimento econômico começou a encontrar dificuldades, devido a uma combinação de superpopulação, escassez de terras e solos esgotados.
A Grande Fome de 1315-17 abalou severamente a economia inglesa e o crescimento populacional cessou; em 1348, ocorreu o  primeiro surto da Peste Negra, que matou cerca de metade da população inglesa, com grandes consequências econômicas: o setor agrícola encolheu, com salários mais altos, preços mais baixos e lucros cada vez menores, levando ao fim final do antigo sistema de obrigações feudais e o advento do moderno sistema de aluguel de terras em troca de valores monetários pré-fixados.
A Revolta dos Camponeses de 1381 abalou a antiga ordem feudal e limitou consideravelmente os níveis de tributação real durante um século.
No decorrer do século XV, ocorreu um crescimento da indústria têxtil e se consolidou uma classe de mercadores ingleses com importante atuação no mercado internacional, sendo tais fenômenos mais relevantes em Londres e no sudoeste da Inglaterra, que alcançavam maior prosperidade econômica do que as cidades do leste da Inglaterra. Tais fenômenos, juntamente com os progressos tecnológicos na metalurgia e na construção naval, representaram o fim da economia medieval e o início dainício do período moderno na economia inglesa.

## Invasão e início do período normando (1066–1100)
Em 1066, Guilherme, o Conquistador invadiu a Inglaterra e derrotou o Rei Haroldo II na Batalha de Hastings, dando início a uma época na qual a Inglaterra foi governada por uma dinastia de origem normanda.
Entre o inverno de 1069 e 1070, ocorreram outras operações militares conhecidas como o "Massacre do Norte", na qual foi derrotada uma tentativa de restabelecimento da Casa de Wessex, apoiada pelo Rei Sueno II da Dinamarca, e que consolidou o autoridade da dinastia normanda por todo o norte da Inglaterra.
O sistema de governo do Rei Guilherme I era amplamente feudal, pois o direito de possuir terras estava ligado ao serviço ao Rei. Pode-se dizer que a invasão normanda pouco fez para alterar a natureza da economia inglesa.
A maior parte dos danos causados na invasão normanda ocorreram no norte e no oeste da Inglaterra, sendo que, em 1086, alguns lugares dessas regiões eram descritos como: "terras devastadas". Muitas das principais características do sistema agrícola e financeiro inglês permaneceram em vigor nas décadas imediatamente após a conquista normanda.

### Agricultura
A agricultura formava a maior parte da economia inglesa na época da invasão normanda. Vinte anos após a invasão, 35% da Inglaterra estava coberta por terras cultivadas, 25% por pastos, 15% por florestas e os 25% restantes eram predominantemente pântanos.
O trigo era a cultura mais importante, mas o cultivo de centeio, de cevada e de aveia também era relevante.
Nas partes mais férteis do país, como o Vale do Tâmisa, as Terras Médias e o leste da Inglaterra, também havia cultivo de plantas leguminosas.
Ovelhas, gado, bois e porcos eram criados em propriedades inglesas, mas maioria desses animais era muito menor do que os equivalentes modernos.

### Sistema senhorial

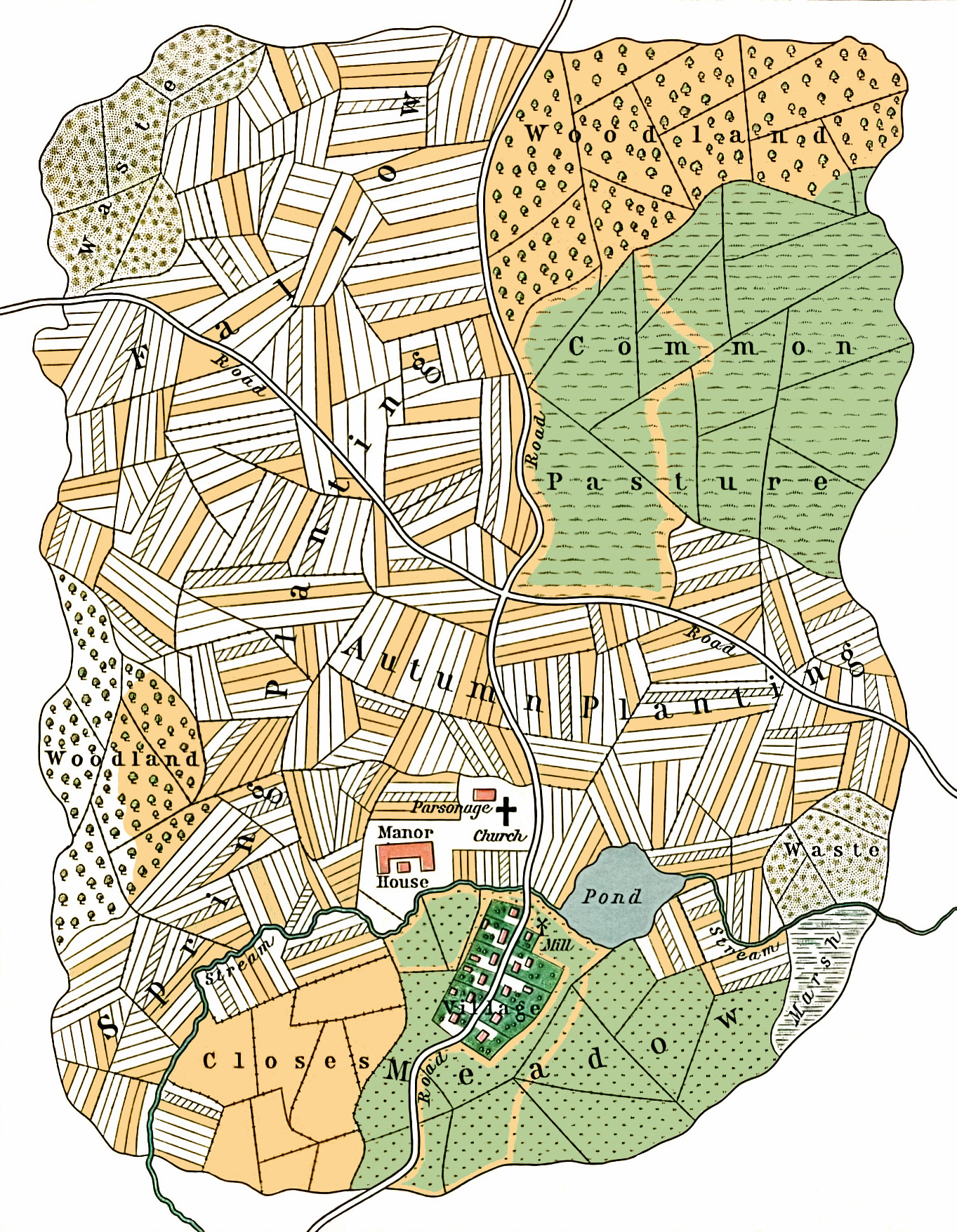
O sistema de campo aberto era adotado em muitas comunidades inglesas medievais

No século anterior à invasão normanda, as grandes propriedades da Inglaterra, que pertenciam ao Rei, aos bispos, aos mosteiros e aos nobres; foram lentamente desfeitas como consequência de heranças, testamentos, acordos de casamento ou compras de igrejas. Maior parte da pequena nobreza proprietária de terras vivia e administrava suas próprias propriedades.
Antes da época normanda já existia um processo de abandono das aldeias isoladas para a formação de aldeias maiores. Essas novas aldeias adotaram um sistema de campo aberto no qual os campos eram divididos em pequenas faixas de terra, de propriedade individual, com culturas alternadas; florestas locais e outras terras comuns.
As terras agrícolas de um feudo eram divididas entre alguns terrenos que o senhor feudal administrava e cultivava diretamente, e a maioria dos terrenos que eram cultivados por camponeses que pagavam aluguel ao proprietário, com dinheiro, com parte da produção ou por meio do trabalho nos terrenos do senhor feudal.
Cerca de 6.000 moinhos de água com potência e eficiência variadas estavam em operação para moer farinha, liberando mão de obra camponesa para outras tarefas mais produtivas.
Nessa época, a economia inglesa já não era mais uma economia de subsistência e boa parte das colheitas eram colocadas à venda nas primeiras cidades inglesas.
Essa situação não se alterou significativamente após a conquista normanda. Após a conquista, o Rei Guilherme, distribuiu grandes extensões de terra para a elite normanda, criando vastas propriedades em algumas áreas, particularmente ao longo da fronteira galesa e em Sussex. Nos anos seguintes à invasão normanda, a maior mudança foi a rápida redução do número de escravos. Embora se deva considerar que, no século anterior à invasão normanda, já tivesse ocorrido uma redução do número de escravos, como resultado da pressão econômica e religiosa.
Por outro lado, a aristocracia normanda provou ser uma dura proprietária de terras. Os camponeses anglo-saxões mais ricos, anteriormente mais independentes, viram-se rapidamente afundando na hierarquia econômica, aumentando o número de trabalhadores não livres, ou servos, que eram sujeitos à proibição de deixar o feudo e buscar empregos alternativos. Os nobres anglo-saxões, que sobreviveram à invasão normanda, foram rapidamente assimilados pela elite normanda ou esmagados economicamente.

### Criação das florestas
Os normandos também estabeleceram as florestas reais. Nos tempos anglo-saxões havia matas especiais para caça chamadas "fenos", mas as florestas normandas eram muito maiores e apoiadas por mandato legal. As novas florestas não eram necessariamente densamente arborizadas, mas eram definidas por sua proteção e exploração pela coroa. As florestas normandas estavam sujeitas à jurisdição real especial; a lei florestal era "dura e arbitrária, uma questão puramente da vontade do rei".
Esperava-se que as florestas fornecessem ao Rei áreas de caça, matérias-primas, bens e dinheiro. As receitas de aluguéis e multas florestais tornaram-se extremamente significativas e a madeira florestal foi usada para castelos e construção de navios reais. Diversas florestas tiveram um papel fundamental na mineração, como, por exemplo, a mineração de ferro na Floresta de Dean e a mineração de chumbo na Floresta de Pico Alto. Vários outros grupos se relacionam economicamente com as florestas; muitos mosteiros tinham direitos especiais em florestas específicas, por exemplo, para caça ou corte de árvores. As florestas reais foram acompanhadas pela rápida criação de parques e áreas de caça de propriedade nobres locais.

### Comércio, manufatura e cidades
Embora principalmente rural, a Inglaterra tinha várias cidades antigas e economicamente importantes em 1066 (ano da invasão normanda), principalmente na porção leste, como, por exemplo: Londres, Iorque, Winchester, Lincoln, Norwich, Ipswich e Thetford. Grande parte desse comércio era com a França, os Países Baixos e a Alemanha, mas o nordeste da Inglaterra negociava com parceiros tão distantes quanto a Suécia. Antes da invasão normanda, já ocorriam importações de tecidos.
Algumas cidades, como Iorque, sofreram com o saque normando durante as lutas contra a tentativa de restaurar restaurar a Casa de Wessex, entre 1069 e 1070. Outras cidades sofreram com a demolição generalizada de casas para dar lugar a novas fortificações, como foi o caso de Lincoln.
A invasão normanda também trouxe mudanças econômicas significativas com a chegada dos primeiros judeus às cidades inglesas. O Rei Guilherme I trouxe judeus ricos da comunidade de Ruão na Normandia para se estabelecerem em Londres, aparentemente para realizar serviços financeiros para a coroa. Nos anos imediatamente após a invasão, muita riqueza foi retirada da Inglaterra de várias maneiras pelos governantes normandos e reinvestida na Normandia, tornando o Rei Guilherme I imensamente rico.
Durante o período saxão, a cunhagem de moedas foi descentralizada no período saxão; cada distrito tinha sua própria casa da moeda e, portanto, um centro de comércio de ouro. No entanto, havia estrito controle real sobre essas casas da moeda e as moedas só podiam ser feitas em Londres. Guilherme manteve esse processo e gerou um alto padrão de moedas normandas, levando ao uso do termo "esterlina" como o nome das moedas de prata normandas.

### Tributação
O Rei Guilherme I manteve o sistema de tributação anglo-saxão no qual o rei extraía suas receitas de:
1. taxas alfandegárias;
2. lucros da re-cunhagem de moedas;
3. multas;
4. lucros de suas próprias terras de domínio; e
5. o sistema inglês de tributação fundiária chamado Danigeldo.

Como inovações, o Rei Guilherme I instituiu a cobrança dos tributos por meio de xerifes e aumentou os impostos sobre o comércio.
Outra importante iniciativa do Rei Guilherme I foi a instituição do Domesday Book, em 1086, um vasto levantamento de informações úteis para aperfeiçoar a tributação.

## Entre 1100 e 1290
Durantes os séculos XII e XIII, ocorreu um grande crescimento econômico na Inglaterra. A população aumentou de cerca de 1,5 milhão, em 1086, para cerca de 4 ou 5 milhões em 1300, o que exigiu um aumento da produção agrícola, sem prejuízo de um aumento da exportação de matérias-primas para a Europa.
Em contraste com os dois séculos anteriores, a Inglaterra estava relativamente segura contra invasões. Com exceção dos anos da Anarquia (entre 1135 e 1153), a maioria dos conflitos militares teve impacto econômico apenas localizado ou se mostrou apenas temporariamente perturbador.
O estrutura econômica da Inglaterra continuou dividida em três classes: a nobreza (os que lutam); o clero (os que rezam) e os que trabalham (setor formado principalmente pelos camponeses).
Os comerciantes desempenhavam um papel pouco relevante nesse período e, portanto, eram marginalizados.

### Agricultura (entre 1100 e 1290)
Durante os séculos XII e XIII, a agricultura continuou a ser a mais importante atividade econômica. Havia variedade na produção agrícola, de modo que em áreas onde o cultivo de grãos era pouco rentável, havia o cultivo de outros produtos, circunstância que impulsionava o comércio e transações monetárias. Nas regiões florestais, por exemplo, as pessoas se dedicavam ao pastoreio de animais que se alimentavam de pastagens que existiam em clareiras, enquanto no na planície costeira no leste da Ilha, as pessoas se dedicavam à pesca, à caça de pássaros, à produção de cestos e à extração de turfa.
Alguns locais, como Lincolnshire e Droitwich, destacava-se a extração de sal era importante, sendo parte desse sal exportado. A pesca, era uma atividade importante nas regiões costeiras tornou-se um comércio importante ao longo da costa inglesa, especialmente em Great Yarmouth e Scarborough (North Yorkshire), sendo o arenque o peixe mais comercializado; salgado nas cidades onde existiam portos de pesca, era vendido para o interior ou exportado. Nessa época já existiam disputas entre as frotas de pesca inglesas concorrentes por áreas de pesca.
Nesse período, as ovelhas eram o principal animal criado nas fazendas, sendo que, durante o século XIV, o rebanho dobrou. A produção de lã, passou a ser o principal objetivo da criação de ovelhas, particularmente nas fronteiras com o País de Gales (marcas galesas), em regiões como: Lincolnshire e os Montes Peninos.
A criação de porcos era comum, pois eram animais capazes de buscar o próprio alimento em áreas arborizadas. Os bois eram muito utilizados para puxar arados, sendo que, no final do século XII, os cavalos passaram a ser utilizados mais amplamente em fazendas no sul da Inglaterra. No século XIII, os coelhos foram trazidos da França e passaram a ser criados para a produção de carne em tocas especiais.
Por outro lado, apesar dos aumentos na produção de alimentos, a produtividade da agricultura permaneceu baixa, os preços do trigo flutuaram fortemente de ano para ano, dependendo das colheitas locais; até um terço dos grãos produzidos era destinado para a venda, e, maior parte deste montante, era vendido para o consumo nas cidades em fase de crescimento populacional.
As florestas reais cresceram em tamanho durante grande parte do século XII, antes de se contraírem no final do século XIII e no início do século XIV. O Rei Henrique I ampliou o tamanho e o alcance das florestas reais, especialmente em Yorkshire. Após a Era da Anarquia (1135-1153), o Rei Henrique II continuou a expandir as florestas, até chegarem a cerca de 20% do território inglês. Em 1217 foi promulgada a Carta da Floresta, que reduziu o rigor da legislação anterior e permitiu um maior uso das florestas reais pela população.
No final do século XIII, o Rei estava sob crescente pressão para reduzir o tamanho das florestas reais, levando à uma redução dos limites de tais florestas, a partir, aproximadamente, do ano 1300. Desse modo, em 1334, as florestas reais tinham apenas cerca de dois terços do tamanho que tinham em 1250. Em consequência, os recursos obtidos pelos monarcas a partir dos direitos sobre as florestas reais reduziram significativamente no início do século XIV.

### Desenvolvimento de gestão das terras agrícolas
Os normandos mantiveram e reforçaram o sistema senhorial no qual existiam terras administradas diretamente pelos senhores feudais e terras administradas pelos camponeses em troca, predominantemente, da obrigação de trabalhar por alguns dias por semana nas terras administradas pelos senhores. Os senhores feudais podiam lucrar com a venda de produtos das terras que administravam, multas e tarifas sobre produtos vendidos em suas terras.
Durante o século XII, os grandes proprietários de terras passaram a, cada vez mais alugar as terras, que antes administravam, em troca de dinheiro. Nos primeiros anos do reinado de João, que reinou entre 1199 e 1276, os preços agrícolas quase duplicaram, circunstância que aumentou os lucros daqueles que alugavam as terras senhoriais e também aumentou os custos dos senhores feudais que mantinham exércitos particulares. Nesse contexto, os senhores feudais passaram a retomar as terras dos arrendatários e a contratar administradores para gerir a produção em suas terras.
Houve um aumento das terras cultivadas, parte desse aumento decorreu da drenagem de pântanos, como as que ocorreram nas regiões de Romney Marsh e de Somerset. Outra parte do aumento, ocorreu: às custas da redução da área das florestas reais, do cultivo de terras menos produtivas no norte e do sudoeste da Inglaterra e de terras próximas às fronteiras galesas.
No século XII, começaram a surgir os primeiros moinhos de vento, ao longo das costas sul e leste. Durante o século XIII, houve uma expansão na quantidade de moinhos.
Estima-se que no final do século XIII, existiam mais de 10.000 moinhos de água na Inglaterra, usados, principalmente, para moer cereais e para beneficiar lã.
Em muitas propriedades foram construídos viveiros de peixes.
Em 1280, foi começou a circular: "Le Dite de Hosebondrie", uma obra escrita por Walter de Henley, que tratava da gestão agrícola de um feudo. Em algumas regiões e sob alguns proprietários de terras, o investimento e a inovação aumentaram significativamente os rendimentos através da melhoria da lavoura e fertilizantes – particularmente em Norfolk.

### Papel da Igreja
Durante a Idade Média, a Igreja na Inglaterra era uma grande proprietária de terras e desempenhou um importante papel no desenvolvimento da agricultura e do comércio rural nos dois primeiros séculos do domínio normando.
No ano de 1180, os monges cistercienses chegaram à Inglaterra em 1128, e, em poucos anos, estabeleceram cerca de 80 mosteiros nos anos seguintes; nessa época, os agostinianos se expandiram até chegar a ter cerca de 150 mosteiros. Todos esses mosteiros eram sustentados por propriedades agrícolas, muitas delas no norte da Inglaterra.
Durante o século XIII, essas e outras ordens religiosas adquiriram novas terras e se tornaram importantes atores econômicos, pois, além de serem  proprietárias de muitas terras, passaram a atuar como intermediários no comércio de lã em expansão.
Os Cavaleiros Templários também possuíam extensas propriedades na Inglaterra, a maior parte dessas propriedades era alugada em troca de dinheiro, mas também, tinham algumas propriedades urbanas em Londres, que, também eram alugadas. Após a publicação da bula papal "Pastoralis praeminentiæ", em 22 de novembro de 1307, que determinava que todos os monarcas cristãos prendessem todos os Cavaleiros Templários e tomassem suas propriedades em nome da Igreja, o Rei Eduardo II ordenou, em 1313, que as propriedades dos templários fossem confiscadas e destinadas para a ordem dos Cavaleiros Hospitalários, mas, na prática, muitas propriedades foram tomadas pelos arrendatários ou senhores feudais vizinhos a tais terras, desse modo, os hospitalários ainda estava tentando recuperá-las, pelo menos até 1338.
Outra fonte de rendas da Igreja era a arrecadação dos dízimos, ou seja, com 10% sobre "todos os produtos agrários... outros produtos naturais obtidos através do trabalho... salários recebidos por servos e trabalhadores, e dos lucros dos comerciantes rurais". Os dízimos recolhidos na forma de produtos podiam ser consumidos pelos integrantes da Igreja ou vendidos e trocados por outros recursos. O dízimo era relativamente oneroso para o camponês típico, por isso, em muitos casos a taxa real ficava abaixo dos 10% estipulados.
Muitos integrantes do clero se mudaram para as cidades, de modo que, por volta do ano 1300, cerca de um em cada vinte habitantes das cidades era integrante do clero. Portanto, pode-se concluir que um dos efeitos do dízimo foi transferir uma quantidade considerável de riqueza para as cidades, onde era gasta por esses integrantes do clero. A necessidade de vender os produtos do dízimo que não podiam ser consumidos pelos integrantes do clero, também estimulou o crescimento do comércio.

### Expansão da mineração
Durante os séculos XII e XIII, houve uma demanda crescente por metais na Inglaterra, graças ao considerável crescimento populacional e à construção de edifícios, incluindo grandes catedrais. Os principais metais extraídos comercialmente eram: o ferro, o estanho, o chumbo, a prata e o carvão (a partir do século XIII). Além da extração, existiam atividades econômicas relacionadas ao beneficiamento e à fabricação de utensílios com esses metais.
A mineração de ferro ocorria, principalmente: na Floresta de Dean, em Durham e Weald. No final do século XII, se passou a utilizar cada vez a mineração subterrânea para a obtenção do minério de ferro. No final do século XIII, parte do ferro era importado. O minério de ferro era geralmente transformado em metal (ferro fundido) por meio de forjas catalãs. Como resultado da diminuição das florestas e consequentes aumentos no custo da madeira e do carvão vegetal, houve um aumento da demanda por carvão mineral durante o século XII.
Após a descoberta de prata perto de Carlisle, em 1133, houve um considerável incremento na produção desse mineral na Inglaterra. Grandes quantidades de prata foram produzidas a partir de um semicírculo de minas que se estendiam por Cumberland, Durham e Northumberland. Desse modo, até três ou quatro toneladas de prata eram extraídas a cada ano, mais de dez vezes a produção anual anterior em toda a Europa. O resultado foi um grande desenvolvimento econômico no norte da Inglaterra e uma grande elevação da arrecadação tributária durante o século XII.
A mineração de estanho estava concentrada em Cornualha e em Devon, que levaram ao desenvolvimento de uma legislação própria para regulamentar a tributação sobre essa atividade. O estanho foi exportado, inicialmente, para a Alemanha e, depois, (no século XIV) para a Holanda.
O chumbo era geralmente obtido como subproduto da mineração de prata, em minas em Yorkshire, Durham, em outras cidades do norte e, também, em Devon. Tratava-se de uma atividade pouco rentável, que somente era viável pois a obtenção do chumbo era subproduto da mineração de prata.

### Crescimento das cidades e desenvolvimento dos transportes
Após o fim dos anos da Anarquia (entre 1135 e 1153), o número de pequenas cidades começou a aumentar acentuadamente. Estima-se que, em 1297, existiam 120 cidades e que, em 1350, já existiam cerca de 500 cidades na Inglaterra.
Algumas dessas cidades foram criadas pelo próprios monarcas, como, por exemplo: Portsmouth, criada pelo Rei Ricardo Coração de Leão, e Liverpool, criada pelo Rei João, como exemplos de outras cidades criadas por monarcas, podem-se citar: Harwich, Stony Stratford, Dunstable, Royston, Baldock, Wokingham, Maidenhead e Reigate.
As novas cidades surgiam dentro das rotas comerciais que se consolidavam e suas ruas se formavam para facilitar o acesso aos mercados que se estabeleciam em cada cidade.
Estima-se que o percentual da população que vivia em cidades aumentou de cerca de 5,5%, em 1086, para até 10%, em 1377.
A nobreza comprava e consumia muitos bens e serviços de luxo em Londres, desse modo, já na década de 1170, os mercados londrinos ofereciam produtos exóticos, como especiarias, incenso, óleo de palma, gemas, sedas, peles e armas estrangeiras.
Londres também se destacava pela produção de produtos manufaturados, com muitos ferreiros fazendo uma grande variedade de produtos, incluindo ferragens decorativas e relógios antigos. Também existiam artesãos que fabricavam produtos com estanho e com chumbo.
As cidades provinciais também tinham um número substancial de estabelecimentos comerciais. Desse modo, no final do Século XIII, se observava que uma grande cidade como Coventry, por exemplo, contava com mais de trezentas profissões especializadas diferentes, enquanto que uma cidade menor, como Durham, contava com cerca de sessenta profissões especializadas diferentes.
A crescente riqueza da nobreza e da igreja resultou na construção de catedrais e outros edifícios luxuosos nas cidades maiores, que faziam uso de chumbo nos telhados.
O transporte terrestre continuou a ser muito mais caro do que o transporte fluvial ou marítimo. Muitas cidades como Iorque, Exeter e Lincoln estavam ligadas aos oceanos por rios navegáveis e podiam funcionar como portos marítimos. O porto de Bristol se destacava, durante o século XIII, por concentrar o comércio de vinho com a Gasconha.
Entretanto, a construção naval ainda era economicamente sem importância para a Inglaterra.
O custo dos transportes continuava a ser muito alto, quando comparado com o o preço global dos produtos.
As quatro principais rotas terrestres eram:
1. "Ermine Street": originalmente uma estrada romana, que ligava: Londres, Lincoln e Iorque;
2. "Fosse Way": originalmente uma estrada romana, que ligava: Exeter, Ilchester, Bath, Cirencester, Leicester e Lincoln;
3. "Ryknild Street": originalmente uma estrada romana, que tinha como extremidade meridional: Bourton-on-the-Water, na Fosse Way em e ia até: South Yorkshire, passando por: Warwickshire, Redditch, Birmingham, Sutton Coldfield, Lichfield, Staffordshire e Derby; e
4. "Watling Street": originalmente uma estrada romana, que ligava Dover à Londres, passando por St Albans (braço sudeste) e Londres à Wroxeter (braço noroeste).

Durante o século XII, foi construído um grande número de pontes para o acesso à rotas comerciais.
Durante o século XIII, maior parte das exportações para a Europa era de matérias-primas e não de produtos acabados ou processados. Dentre os produtos acabados, destacavam-se os tecidos de alta qualidade, oriundos de Stamford (Lincolnshire) e de Lincoln, incluindo o famoso tecido tingido, conhecido como: "Lincoln Scarlet". Pelo menos até 1347, quase nenhum produtor inglês conseguia exportar tecidos para a Europa.

### Cunhagem de moedas
Houve uma redução gradual no número de locais, nos quais era autorizada a cunhagem de moedas na Inglaterra. Na época do reinado de Henrique II, entre 1154 e 1189, havia casas de cunhagem autorizadas em 30 distritos. Na época do reinado de Eduardo I, entre 1272 e 1307, havia casas de cunhagem autorizadas em 9 distritos, além de Londres. O Rei Eduardo I criou o cargo de "Mestre da Casa da Moeda", que tinha como papel: supervisionar as casas distritais e as trinta fornalhas que operavam em Londres para atender a demanda por moedas.
A quantidade de dinheiro em circulação aumentou enormemente neste período: estima-se que, antes da invasão normanda, havia cerca de 50.000 libras esterlinas, enquanto que, em 1311, a quantidade de libras esterlinas em circulação, já era de 1.000.000.
Em alguns momentos, grande do montante de moedas cunhada, era retirada de circulação, para ser empregada em campanhas militares ou para fazer pagamentos no exterior. Tais circunstâncias geravam crises econômicas deflacionárias.
Uma consequência física do crescimento da cunhagem foi que as moedas tiveram que ser fabricadas em grande número, sendo movidas em barris e sacos para serem armazenadas em tesouros locais.

### Ascensão das corporações de ofício
As primeiras corporações de ofício (guildas) inglesas surgiram durante o início do Século XII. Essas corporações eram fraternidades de artesãos que se propunham a buscar acordos sobre assuntos como: "preços, mão de obra, bem-estar de seus trabalhadores e a supressão de intrusos e práticas desleais".
Entre as primeiras corporações a serem criadas, estavam aquelas que administravam os mercados locais nas cidades e representavam a comunidade mercantil em discussões com a coroa (corporações mercantis). Outras corporações antigas incluíam as "guildas de ofícios", compostas por mestres artesãos que exerciam atividades específicas.
Em 1130, havia grandes corporações de mestres tecelões em seis cidades inglesas. Nas décadas seguintes, mais corporações foram criadas, muitas vezes se envolvendo cada vez mais na política local e nacional, embora as corporações comerciais tenham sido amplamente substituídos por grupos oficiais estabelecidos por novas cartas reais.
A viabilidade das corporações de ofícios dependia de mercados relativamente estáveis e de uma relativa igualdade de renda e oportunidade entre seus integrantes para funcionar de forma eficaz. Entretanto, no século XIV, essas condições eram cada vez mais incomuns. As primeiras tensões foram observadas em Londres, onde o antigo sistema de corporações começou a entrar em colapso, pois havia havia crescentes disparidades em renda entre os artesãos mais ricos, que conseguiam acessar outros mercados; e os mais pobres, que somente tinham acesso ao comércio local. Como resultado, durante o Reinado de Eduardo III (1327 - 1377) muitas guildas se tornaram companhias ou companhias de "libré", mas algumas corporações continuaram a existir para representar os interesses dos fabricantes menores e mais pobres.

### Desenvolvimento das feiras
O período também viu o desenvolvimento de feiras (estabelecidas por cartas régias) na Inglaterra, que atingiram seu apogeu no século XIII. A partir do século XII, muitas cidades inglesas adquiriram uma Carta da Coroa que lhes permitia realizar uma feira anual, com uma duração de dois ou três dias, para atender uma clientela regional ou local. A prática se fortaleceu no século XIII e, desse modo, entre 1200 e 1270, mais de 2.200 cartas autorizadoras para mercados e feiras foram emitidas por reis ingleses.
As feiras se fortaleceram à medida em que o comércio internacional de lã aumentava, desse modo: as feiras realizadas em portos exportadores de lã no litoral leste atraíam mercadores estrangeiros. Por sua vez, a presença de mercadores estrangeiros atraía ingleses mais abastados, interessados em consumir especiarias, cera, peixe em conserva e tecidos estrangeiros a granel dos comerciantes internacionais nas feiras, o que prejudicava os comerciantes de Londres.
Algumas feiras tornaram-se grandes eventos internacionais, desse modo surgiu um cronograma das feiras mais importantes que ocorriam anualmente, tal cronograma, incluías as feiras:
1. de Stamford (Lincolnshire), que ocorria na quaresma;
2. de St Ives (Cambridgeshire), que ocorria na Páscoa;
3. de Boston (Lincolnshire), que ocorria em Julho;
4. de Winchester, que ocorria em setembro; e
5. de Northampton, que ocorria em novembro.

Além dessas, ocorriam muitas feiras menores das datas intermediárias .
Entretanto, as feiras inglesas não eram tão grandes quanto as "feiras de champagne", que ocorriam no Condado de Champagne, localizado a leste da região de Paris na França.
As feiras acabaram atraindo comerciantes estrangeiros para a Inglaterra, desse modo, estima-se que, em 1273, apenas um terço do comércio de lã na Inglaterra era realmente controlado por comerciantes ingleses. Entre 1280 e 1320, o comércio de lã na Inglaterra era dominado principalmente por comerciantes italianos, mas no início do século XIV os comerciantes alemães começaram a apresentar uma séria concorrência aos italianos. Os alemães formaram uma associação autônoma de mercadores em Londres chamada de "Hanse of the Steelyard", que daria origem à Liga Hanseática. Em 1303, os comerciantes reunidos nessa associação, conseguiram uma isenção do pagamento das taxas alfandegárias para comerciantes estrangeiros.
Em 1319, o Rei Eduardo II concedeu à "Company of the Staple", estabelecida em Calais, então um domínio do Rei da Inglaterra, o monopólio das vendas de lã para a Europa.

### Contribuição judaica
A comunidade judaica fornecia empréstimos de dinheiro e serviços bancários que eram proibidos pelas leis de usura. Durante o século XII, essa comunidade cresceu com a chegada de imigrantes judeus fugindo dos combates em torno de Ruão. Nesse século, a comunidade judaica, antes restrita a Londres, se espalhou para outras onze grandes cidades inglesas, principalmente os principais centros comerciais no leste da Inglaterra com casas da moeda em funcionamento, todas com castelos adequados para proteção da minoria judaica muitas vezes perseguida. Na Época da Anarquia (entre 1135 e 1153) e do reinado de Estêvão (entre 1135 e 1154), tais comunidades se fortaleceram e forneciam empréstimos ao rei.
Durante o reinado de Henrique II (entre 1154 e 1189), a comunidade judaica continuou a se fortalecer. Desse modo, todas as grandes cidades passaram a contar com centros judaicos, e, até mesmo cidades menores, como Windsor, recebiam visitas de comerciantes judeus viajantes.
O Rei Henrique II encarregou a comunidade judaica de coletar dinheiro para a Coroa e, portanto, a colocou sob proteção real.
A comunidade judaica de Iorque concedeu diversos empréstimos para que os cistercienses comprassem terras. Dentre os financiadores dos cistercienses, merece destaque: Aarão de Lincoln, que se tornou um dos homens mais ricos da Inglaterra.
No final do reinado de Henrique II, teve início uma campanha agressiva de tributação e de imposição de multas contra os judeus.
Durante o reinado de Ricardo Coração de Leão (entre 1189 e 1199), essa situação se agravou. Nessa época, ocorreu o massacre da comunidade judaica de Iorque, que resultou na destruição de vários registros financeiros foram destruídos.
O Rei João, que reinou entre 1199 e 1216, extorquiu dinheiro da comunidade judaica, aprisionando os judeus mais ricos, incluindo Isaac de Norwich.
Durante a Primeira Guerra dos Barões, entre 1215 e 1217, os judeus foram submetidos a novos ataques antissemitas.
Por outro lado, o Rei Henrique III, que reinou entre 1216 e 1272, cessou às perseguições contra a comunidade judaica, de modo que o sistema de empréstimos voltou a funcionar, tal situação permitiu uma melhoria das atividades econômicas que permitiu uma maior arrecadação de impostos.
No final do século XIII, a comunidade judaica tornou-se mais pobre e foi, em 1290, foi expulsa da Inglaterra pelo Rei Eduardo I, depois disso, mercadores estrangeiros passaram a exercer atividades bancárias.

### Governança e tributação (1100–1290)
Durante o século XII, os reis normandos tentaram aperfeiçoar o sistema de governança feudal estabelecido após a invasão.
Após a invasão, o Rei passou a contar com:
1. as rendas de suas próprias terra;
2. os impostos que já existiam nos tempos do reis anglo-saxões (Casa de Wessex); e
3. multas.

Posteriormente, os sucessores de Guilherme, o Conquistador buscaram obter receitas adicionais, que eram necessárias, principalmente, para pagar as tropas de mercenários.
Por isso, tomaram medidas para modernizar o sistema feudal, desse modo os senhores feudais vassalos passaram a ser obrigados a enviar contribuições de caráter monetários ao Rei (antes, a obrigação dos senhores vassalos era a de enviar tropas no caso de solicitação do senhor feudal ao qual estava subordinados).
Houve reação dos nobres contra essas imposições tributárias, que resultaram na publicação da Carta Magna de 1215, que restringiu os poderes que o Rei tinha para impor tributos.
O Rei Henrique I, que reinou entre 1100 e 1135, criou o cargo de "Chanceler do Tesouro", que teve papel fundamental no aperfeiçoamento do sistema tributário da Inglaterra.
A partir de meados do século XIII, houve uma mudança do sistema tributário anterior baseado na terra para um baseado em uma mistura de tributação indireta e direta.
O Rei Henrique III, que reinou entre 1216 e 1272, introduzido a prática de consultar os principais nobres sobre questões tributárias, levando ao sistema pelo qual o Parlamento da Inglaterra deveria aprovar novos tributos.
Em 1275, teve início a tributação sobre o comércio de produtos de lã e de couro.
Estima-se que, em 1300, o Rei Eduardo I tentava igualar, em termos reais, as receitas que o Rei Henrique II recebia em 1100 e, quando se considera o crescimento do tamanho da economia inglesa, percebe-se que a participação do rei na renda nacional havia caído consideravelmente.
Nos aluguéis urbanos, predominava a obrigação do pagamento em dinheiro e não do pagamento em dias de trabalho, como ocorria nas áreas rurais.
Surgiram alguns tributos cobrados principalmente nas cidades, voltados especificamente para certos tipos de despesas, tais como tributos para:
1. a construção, fortalecimentos e manutenção de muralhas ("murage");
2. a pavimentação das ruas (pavage); e
3. a construção e manutenção de pontes (pontage)[40].

Outro aspecto foi o desenvolvimento da "Lex mercatoria", que era um conjunto normas oriundas dos costumes comerciais, que forneciam uma base para a governança econômica das cidades.
Durante do século XII, também ocorreu uma tentativa de reduzir os direitos remanescentes dos trabalhadores camponeses não livres e estabelecer suas rendas trabalhistas mais explicitamente na forma da Common Law inglesa. Esse processo resultou no fato de que a Carta Magna autorizou, explicitamente, os proprietários feudais a resolver casos de lei relativos ao trabalho feudal e multas por meio de seus próprios tribunais senhoriais e não pelos tribunais reais. Essas relações de classe entre senhores e camponeses não livres tinham implicações econômicas complexas. Os trabalhadores camponeses se ressentiam de não serem livres, mas ter acesso contínuo a terras agrícolas também era importante.
Nas raras circunstâncias em que se ofereceu aos camponeses uma escolha entre liberdade, mas sem terra, e a continuidade da servidão, nem todos escolheram a liberdade, pois uma minoria optou por permanecer em servidão na terra.
Os senhores feudais se beneficiavam economicamente de seu controle sobre tribunais senhoriais.
Muitos dos deveres trabalhistas que os senhores podiam exigir das comunidades camponesas locais tornaram-se menos úteis ao longo do tempo, pois a produtividade do trabalho servil era significativamente menor do que a do trabalho assalariado empregado para fazer a mesma tarefa. Nesse contexto, muitos senhores passaram a cobrar alugueis em valores monetários dos inquilinos para ter recursos para contratar trabalhadores assalariados para trabalhar em suas terras.

## Crise econômica medieval – a Grande Fome e a Peste Negra (1290–1350)

### A Grande Fome
No início do século XIV, houve uma redução global de temperaturas, dentro de um fenômeno que seria conhecido como Pequena Idade do Gelo. A situação foi grave entre 1316 e 1322 (Grande Fome de 1315-1317), combinada com: um surto de "murrain", que, entre 1319 e 1321, atingiu boa parte do rebanho de ovelhas e bois; e diversos casos de ergotismo, uma doença causada pela contaminação de alimentos pelo esporão-do-centeio. 
Com a escassez de alimentos, muitas pessoas morreram na fome e parte de população matou: cavalos, cães e gatos para se alimentar. Muitos preferiram se arriscar a caçar nas florestas reais.
O quantidade de ovinos e de bovinos caiu pela metade, reduzindo significativamente a disponibilidade de lã e carne. Nesse contexto, os preços dos alimentos quase dobraram, com os preços dos grãos particularmente inflacionados e permaneceram em níveis semelhantes durante a década seguinte. Os preços do sal também aumentaram acentuadamente devido ao clima úmido.
O início da Guerra dos Cem Anos, em 1337, aumentou as dificuldades econômicas.

### A Peste Negra
Em 1348, a Peste Negra chegou à Inglaterra em 1348, com novas ondas entre: 1360 e 1362, 1368 e 1369, 1375 e mais esporadicamente depois disso.
Estima-se que a taxa de mortalidade foi de 27%, entre as classes altas, e, entre 40 e 70%, entre os camponeses.
Apesar da alta perda de vidas, poucos assentamentos foram abandonados durante a epidemia.
Os trabalhos de construção cessaram e muitas operações de mineração foram interrompidas

## Recuperação econômica medieval tardia (1350-1509)
A situação econômica continuou bastante problemática e foi agravada pela Guerra dos Cem Anos. Essas dificuldades resultaram na eclosão da Revolta dos camponeses de 1381.
Embora a Revolta dos Camponeses de 1381 tenha sido reprimida, ela minou muitos dos vestígios da ordem econômica feudal, de modo que, nas áreas rurais, passaram a predominar latifúndios organizados em fazendas que, frequentemente, eram alugadas para integrantes da pequena nobreza.
A economia agrícola inglesa permaneceu em crise durante todo o século XV, sendo tal crise decorrente da redução de demanda causada pela redução da população. Portanto, nessa época, o crescimento econômico se concentrou nas atividades comerciais e na fabricação de tecidos . As consequências econômicas disso variaram consideravelmente de região para região, mas, de um modo geral, estima-se que houve maior prosperidade na região de Londres, no sul e o oeste do país, enquanto que as cidades do leste tiveram um desenvolvimento mais lento.
O comércio tornou-se cada vez mais importante para o país, e a usura tornou-se gradualmente mais amplamente aceita, com o pensamento econômico inglês cada vez mais influenciado pelas teorias humanistas renascentistas.

### Governança e tributação (1350-1509)
Em 1349 e em 1351, o parlamento da Inglaterra aprovou, respectivamente: a Portaria dos Trabalhadores e o Estatuto dos Trabalhadores. Essa duas leis, tinham, em suma, o mesmo objetivo: proibir aumentos de salários em um quadro de escassez de mão de obra .
Em um contexto de inflação (perda do valor da moeda), muitos proprietários de terra tomaram medidas para que o aluguel de terras pelos camponeses voltasse a ser pago por meio de dias de trabalho e não mais de moeda (o que era um retrocesso no sentido da aplicação das velhas leis feudais), muitas comunidades camponesas resistiram a tais medidas.
Durante a década de 1370, o governo teve dificuldades para financiar a Guerra dos Cem Anos , desse modo, a partir de 1377 adotou um sistema de tributação fixa por indivíduo (independente do rendimento do indivíduo), com o objetivo alegado de espalhar os custos da tributação por toda a sociedade inglesa.

### Revolta dos Camponeses de 1381
Um resultado das tensões econômicas e políticas foi a eclos]ao da Revolta dos Camponeses de 1381, na qual o descontentamento rural generalizado foi seguido por uma invasão de Londres por milhares de rebeldes. Os rebeldes tinham muitas demandas, incluindo o fim efetivo da instituição feudal da servidão e um teto nos níveis de aluguéis rurais.
A violência que se seguiu pegou as classes políticas de surpresa e a revolta não foi totalmente sufocada até o outono; estima-se que até 7.000 rebeldes foram executados na repressão.
Como resultado da revolta, o parlamento aboliu a tributação fixa por indivíduo e, em vez disso, concentrou-se em um sistema de tributos alfandegários, no qual cerca de 80% das receitas fiscais tinham como origem as exportações de lã.
Até 1422, o Parlamento continuou a cobrar impostos diretos em níveis historicamente altos , embora os tenha reduzido em anos posteriores.
Como resultado, sucessivos monarcas descobriram que suas receitas fiscais eram incertas, e durante o reinado de Henrique VI (entre 1422 e 1461), as receitas fiscais anuais eram inferiores àquelas arrecadadas no final do século XIV.
Nesse contexto, os monarcas da Inglaterra tornaram-se cada vez mais dependentes de empréstimos e de empréstimos compulsórios para obter recursos.
Nesse contexto, eclodiram revoltas contra os níveis de tributação, incluindo a Rebelião de Yorkshire de 1489 e a Rebelião da Cornualha de 1497, durante o reinado de Henrique VII (entre 1485 e 1509)  .

### Modernização do sistema agrícola
Com a escassez de mão de obra decorrente da Peste Negra, os salários dos trabalhadores agrícolas aumentaram rapidamente e continuaram a crescer de forma constante ao longo do século XV. Nesse processo, a alimentação e as condições de vida dos trabalhadores melhorou de modo constante. Nesse contexto, os trabalhadores passaram a comer menos cevada e mais trigo e centeio, e, também, a consumir mais carne.
Por outro lado, com a redução da população, a demanda por produtos agrícolas caiu. Tal fenômeno foi prejudicial aos grandes proprietários de terra, pois a demanda estava baixa e os custos salariais aumentavam, além disso, os nobres também estavam encontrando mais dificuldades para arrecadar receitas nos anos posteriores à Revolta Camponesa de 1381. No final do século XIV, os aluguéis pagos pelos camponeses estavam em declínio, com as receitas caindo em até 55%, entre as décadas de 1380 e 1420.
Nesse contexto, houve uma significativa redução das terras que eram cultivadas. Em alguns casos, assentamentos inteiros foram abandonados e cerca de 1.500 aldeias foram abandonadas nesse processo.
Os proprietários de terras também abandonaram o sistema de gestão direta de suas terras de domínio, que havia começado a ser implementado na década de 1180, e passaram a arrendar grandes blocos de terra em trova de aluguéis por dinheiro fixo. Inicialmente, o gado e a terra eram alugados juntos sob contratos de "estoque e arrendamento", mas isso se tornou cada vez mais impraticável e os contratos de arrendamento passaram a ter como objeto somente a terra.
Em muitas paróquias, a Igreja passou a cobrar os direitos aos dízimos por meio de aluguéis fixos. Este processo foi fortalecido devido ao fato de que uma parte cada vez maior dos dízimos estava sendo destinada às autoridades da superiores da Igreja, em vez de serem usadas para manter as atividades locais. Em 1535, cerca de 39% dos dízimos paroquiais eram destinados às autoridades da superiores da Igreja.
Com a alteração do sistema agrícola, a pequena nobreza (que administrava as terras alugadas) passou a exercer um papel econômico mais importante.
A distribuição da terra permaneceu fortemente desigual; as estimativas sugerem que a nobreza inglesa possuía 20% das terras inglesas, a Igreja e a Coroa 33%, a pequena nobreza 25%, e o restante era propriedade de camponeses.
A morte de muitos bois, devido ao surto de "murrain", elevou o número de cavalos usados para arar campos durante o século XIV.

### Florestas, pesca e mineração
Após a Peste Negra, as florestas reais continuaram a diminuir em importância econômica. A das leis que impediam o uso de tais florestas ficou mais difícil depois da Revolta Camponesa de 1381.
Por sua vez, a indústria pesqueira teve um significativo crescimento, de modo que, no século XV, comerciantes e financistas domésticos possuíam frotas de até cem navios de pesca operando em portos importantes. O arenque continuou a ser uma das principais espécies nos mercados de peixe, mas com o aumento da renda, começou a crescer a demanda peixes de águas profundas, como o bacalhau, sendo tal fenômeno viabilizado pelo aperfeiçoamento da frota pesqueira. Por outro lado a produção de sal (produto essencial para o desenvolvimento da indústria pesqueira, em um contexto no qual o principal método de conservação ocorria pela adição de grandes quantidades de sal), diminuiu durante o século XV, devido à concorrência de produtores franceses.
Por outro lado, com a elevação dos custos de mãos de obra, houve um declínio da piscicultura declinar durante este período, já que mais da nobreza e da nobreza optaram por comprar peixes de água doce da pesca comercial do rio.
No final do período medieval, houve um incremento na mineração, devido a uma crescente demanda por produtos manufaturados e de luxo. Durante a Peste Negra tinha ocorrido uma forte redução da produção de estanho na Cornualha, o que gerou uma duplicação dos preços. Desse modo, também ocorreu uma forte redução nas exportações de estanho, mas a recuperação foi relativamente rápida.
Entre o final do século XV e o início do século XVI, os começou a ocorrer um declínio dos depósitos de estanho aluviais disponíveis na Cornualha e Devon. Desse modo, a mineração teve que ocorrer mediante escavações, situação que exigiu um maior emprego de mão de obrar para suprir o aumento da demanda por estanho no final do século XV.
Entre 1300 e 1500, a produção de chumbo quase dobrou.
Após a Peste Negra, ocorreu uma redução nos preços da madeira e do carvão.
A produção de ferro continuou a aumentar, principalmente na região sudeste, que no século XV passou a ser a principal região produtora de ferro da Inglaterra, superando a produção oriunda da Floresta de Dean.
Em 1496, entrou em operação o primeiro alto-forno na Inglaterra, na Floresta de Ashdown (sudeste da Inglaterra) (antes a fundição ocorria, principalmente, por meio de forjas catalãs).

### Cidades em declínio
O percentual da população da Inglaterra que vivia em cidades continuou a crescer, entretanto, em termos absolutos, como consequência da Peste Negra, a população das cidades inglesas teve uma redução significativa, especialmente as cidades do leste, que antes eram mais prósperas.
A importância dos portos orientais diminuiu nesse período, por outro lados o comércio pelo porto de Londres e pelos portos do Sudoeste, ganhou maior relevância.
A rede rodoviária ganhou novas estradas. Algumas dessas novas estradas exigiram a construção de até trinta pontes para atravessar rios e outros obstáculos.
Além disso, tornou-se mais barato transportar mercadorias por água e, desse modo, começaram, por exemplo, a ocorrer importações de madeira oriunda de lugares tão distantes quanto o Mar Báltico.
A construção naval tornou-se uma grande indústria, principalmente no sudoeste, desse modo, o investimento em navios comerciais foi provavelmente a maior forma de investimento medieval na Inglaterra.

### Ascensão do comércio de tecidos
Durante o século XV, houve um fortalecimento da exportação de tecidos fabricados na Inglaterra para a Europa. Até 1347, a exportação de tecidos era uma atividade muito incipiente, mas que se fortaleceu bastante, durante a segunda metade do século XIV. Durante a primeira metade do século XV, houve um aumento na exportação de tecidos em 50%. A atividade foi prejudicada pela grave depressão que ocorreu em meados do século XV, mas voltou a crescer, de modo que entre 1347 e a década de 1540, teve um crescimento de cerca de 117%.
A produção de tecidos se deslocou para o oeste, em direção ao Vale do Rio Stour (Ânglia Oriental), West Riding of Yorkshire, Cotswolds e Exeter, longe dos antigos centros produtores de tecido, localizados em Iorque, Coventry e Norwich.
No final da Idade Média, o comércio de lã e tecidos era controlado, principalmente, por mercadores ingleses, e não mais por estrangeiros. Também houve um aumento da participação do Porto de Londres e de cidades do Sudoeste.
Na década de 1360, entre 66 e 75% da exportação já era feita por comerciantes ingleses. Estima-se que no século XV tal participação tivesse aumentado para 80%. Em 1400, comerciantes sediados em Londres, controlavam cerca de 50% dessas exportações e, em 1540, os comerciantes londrinos já controlavam 83% de tais exportações  .
Os produtores ingleses começaram a fornecer crédito aos compradores europeus, invertendo a situação anterior. A usura passou a ser mais praticada, sendo raros os casos que eram processados pelas autoridades.

### Incremento das importações
Com os recursos obtidos das exportações, as classes mais abastadas obtiveram recursos que possibilitaram um incremento na importação de produtos de luxos, tais como: especiarias, marfim, espelhos, armaduras, papel, roupas tingidas, óculos, imagens de estanho, navalhas, calamina, melado, açúcar, ferros de marcação, patenas, chifres de boi, etc.
Muitos grandes proprietários de terras tendiam a concentrar seus esforços na manutenção de um único castelo ou casa principal, em vez das dezenas de um século antes, mas estes eram geralmente decorados com muito mais luxo do que anteriormente. As moradias dos grandes comerciantes também eram mais luxuosas do que nos períodos anteriores.
O governo inglês também importava grandes quantidades de matérias-primas, incluindo cobre, para fabricação de armas.

### Vinhos e peles
Os conflitos dos mercadores ingleses com a liga hanseática prejudicaram o acesso aos países bálticos, o que reduziu as trocas de tecidos por peles.
O comércio de vinho com a Gasconha caiu pela metade durante a Guerra dos Cem Anos e a posterior tomada da Gasconha pela França foi prejudicial à Bristol, cidade na qual ocorria o desembarque e distribuição de vinho oriundo da Gasconha e, também, a exportação de tecidos relacionada   .

### Manufatura e construção naval
Os progresso nas atividades manufatureiras foi mais notável no Sul e no Oeste.
A metalurgia continuou a se desenvolver, com destaque para os produtos com estanho, pois a exportação de tais produtos era a segunda mais importante da economia inglesa (sendo inferior, em valores comercializados, apenas para a exportação de tecidos). No século XV, a fabricação de produtos com estanho tinha grande importância em Londres, com cerca de cem oficinas dessa atividade registradas na cidade, além disso, havia oficinas em, pelo menos, mais onze grandes cidades da Inglaterra.
A ourivesaria continuou a ser uma atividade importante em Londres, mas teve um crescimento relativamente pequeno, com cerca de 150 ourives trabalhando em Londres durante o período.
O trabalho com ferro continuou a se desenvolver. Desse modo, em 1509, o primeiro canhão de ferro fundido foi feito na Inglaterra. Isso se refletiu no rápido crescimento do número de guildas de ferreiros, de três em 1300 para quatorze em 1422.
A Guerra dos Cem Anos elevou a demanda pela construção naval.
No sudoeste, se tornou um centro de pirataria inglesa contra navios estrangeiros.

### Declínio das feiras e dos comerciantes estrangeiros
No final do século XIV, começou a ocorrer um declínio das feiras. Os maiores comerciantes, principalmente os de Londres e outras grandes cidades, que podiam oferecer os produtos em qualquer lugar e em qualquer época do ano, começaram a estabelecer ligações diretas com os os clientes mais importantes: proprietários de terras, a nobreza e a Igreja. Desse modo, os clientes mais importantes deixaram de comprar nas feiras.
Nesse contexto, os comerciantes estrangeiros perderam muito espaço para os comerciantes ingleses, principalmente os de Londres e outras grandes cidades  .
O controle da coroa sobre o comércio nas cidades, especialmente nas cidades mais novas, que ganhavam importância no final do século XV e que não tinham um governo cívico central, era cada vez mais fraco.
No entanto, as grandes feiras permaneceram importantes até o século XV, especialmente por seu papel no câmbio de moedas, no comércio regional e na oferta de opções para consumidores de menor poder aquisitivo.